# Étaimpuis
Étaimpuis is een gemeente in het Franse departement Seine-Maritime (regio Normandië) en telt 523 inwoners (1999). De plaats maakt deel uit van het arrondissement Dieppe.

## Geografie
De oppervlakte van Étaimpuis bedraagt 10,6 km², de bevolkingsdichtheid is 49,3 inwoners per km².

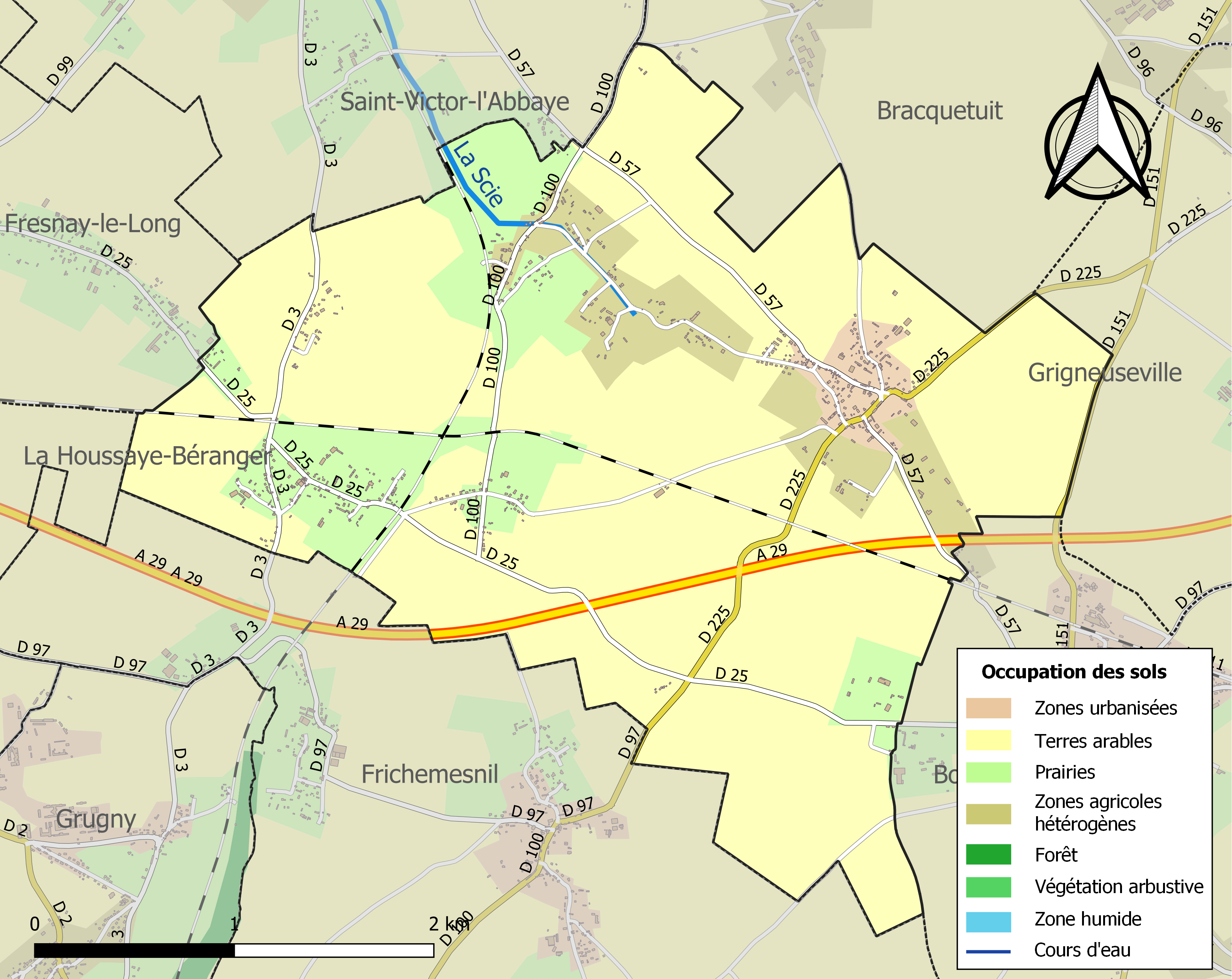
Kaart van de gemeente met de belangrijkste infrastructuur, bodemgebruik en omliggende gemeenten

## Demografie
Onderstaande figuur toont het verloop van het inwonertal (bron: INSEE-tellingen).